# Teucholabis (Teucholabis) fenestrata
Teucholabis (Teucholabis) fenestrata is een tweevleugelige uit de familie steltmuggen (Limoniidae). De soort komt voor in het Oriëntaals gebied.